# Canon XL1

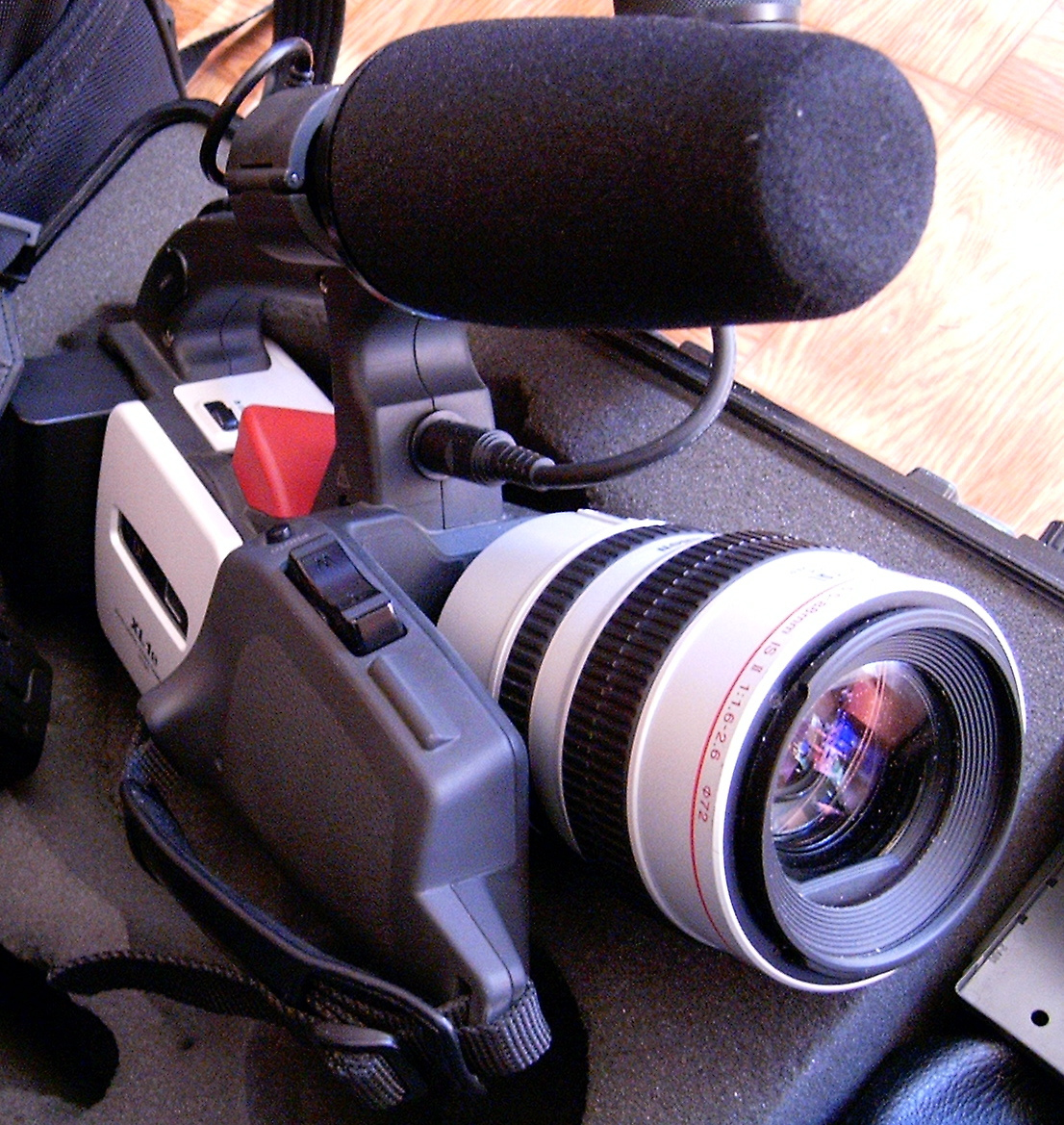
Canon XL1s

Canon XL1 är en videokamera från Canon som producerades mellan 1997 och 2001. Målgruppen var semiprosegmentet av independentfilm och dokumentärfilmskapare. Till skillnad från andra kameror i sin prisklass så har XL1 utbytbar optik. Detta innebär att det med hjälp av Canons EF-adapter går att filma med Canon EOS-optik för systemkameror.  
Möjligheten till utbytbar optik har gjort att större filmproduktioner också fått upp ögonen för XL serien. Filmen 28 dagar senare spelades in med Canons Xl1-s.
Tack vare kamerans tre sensorer, en per RGB-färg, har kameran mycket bra färgåtergivning och lämpar sig bra för till exempel chroma key-inspelningar.

## Teknisk specifikation
- Media: Mini DV
- Sensor: 3 x CCD 1/3"
- Format: 4:3, 16:9 (anamorphic)
- Inspelning: 60i, och "Movie"-läge 25p/fps (PAL)
- Stabilisator inbyggt i standardobjektivet
- ND filter inbyggt i standardobjektivet.